# ريمبانغ

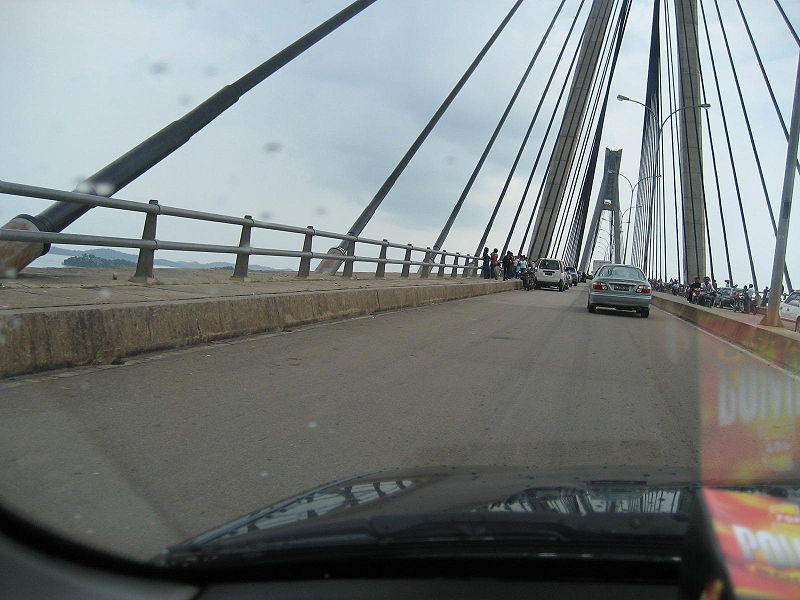

جزيرة ريمبانغ: تقع في مقاطعة جزر رياو في إندونيسيا، وتقع على مسافة 2,5 كم جنوب شرق جزيرة باتام . مساحة الجزيرة تبلغ 165,83 كم ² .
وهي جزء من مجموعة من الجزر الثلاث التي تسمى باريلانغ (اختصاراً لباتام - ريمبانغ - غالانغ). والجزيرة تقع ضمن أرخبيل رياو في إندونيسيا، وتقع جزيرة ريمبانغ إلى جنوب باتام مباشرة وشمال جزيرة غالانغ وهذه المجموعة هي نفسها تقع إلى الجنوب مباشرة من سنغافورة وجوهور. أقرب مدينة لغالانغ هي تانجونج بينانج على جزيرة بينتان، ومن الممكن الوصل إليها خلال 30 دقيقة بالقارب.
الجزيرة تتصل بجزيرة غالانغ وباتام بواسطة جسور باريلانغ.
وتقوم هيئة باتام للتنمية الصناعية (بيدا-BIDA) بإدارة جزيرة ريمبانغ . ومنطقة بيدا (BIDA) تضم جزيرة ريمبانغ وجزيرة غالانغ إضافة للعديد من الجزر الصغيرة المجاورة.
قامت بيدا (BIDA) ببناء 6 جسور التي تم افتتاحها في 25 يناير 1998 والتي تربط بين جزيرة باتام وجزيرة تونتون وجزيرة نيباه وجزيرة سيتوكو وجزيرة ريمبانغ وجزيرة غالانغ وغالانغ الجديدة من أجل تطوير جميع هذه الجزر.

## وصلات خارجية
موقع Bida